# Île Biroux
L'île Biroux est une île fluviale de la Charente, située sur la commune de Vars.